# イラン・トルコパイプライン
イラン-トルコパイプラインはイラン北西部のタブリーズからトルコのアンカラに至る全長2,577 kmの天然ガスのパイプライン。

## 概要
1996年より建設が開始され、2001年に完成した。トルコ領に含まれる部分は国営ボタシュ社（BOTAŞ）が6億米ドルを投じて建設。輸送量は一日あたり2000万～2200万立方メートル。エルズルムの地点で南カフカスパイプラインと連結している。建設が予定されているナブッコ・パイプラインの一部をなす。
時折クルディスタン労働者党などに爆破される事件（2006年ではアール、バザルガン）が起きている。